# Релятивістський ефект
Релятиві́стський ефе́кт — будь-яке явище у фізиці, кількісна характеристика якого визначається відношенням швидкості руху частинок фізичної системи до швидкості світла.
Релятивістські ефекти відсутні для нерухомих частинок і загалом незначні для частинок, швидкість яких мала. Проте в певних галузях фізики нехтувати ними не можна, оскільки вони визначають саму природу явищ.
До релятивістських ефектів належать явища, які зазвичай розглядаються в загальній теорії відносності сповільнення плину часу для тіл, що рухаються із швидкістю, близькою до швидкості світла, зміна довжини рухомих об'єктів, збільшення енергії тіла за субсвітлових швидкостей.
До релятивістських ефектів належить також створення магнітного поля рухомими зарядженими частинками і взаємодія заряджених частинок із магнітним полем. Магнітне поле створюється струмами, тобто рухомими зарядами. З іншого боку сила Лоренца, яка діє на заряджену частинку в магнітному полі пропорційна швидкості цієї частинки. В системі СГС вона записується
{\displaystyle F={\frac {q}{c}}[\mathbf {v} \times \mathbf {B} ]},
де q — величина заряду, с — швидкість світла, {\displaystyle \mathbf {v} } — швидкість частинки, {\displaystyle \mathbf {B} } — магнітна індукція.
До релятивістських ефектів також відносяться: скорочення Лоренца — Фіцджеральда, релятивістське уповільнення часу, збільшення маси тіла із зростанням його енергії тощо, теорії, що розглядаються в частковій відносності. Релятивістськими називаються також ефекти загальної теорії відносності (релятивістської теорії тяжіння), наприклад ефект уповільнення перебігу часу в сильному полі тяжіння.
У квантовій механіці релятивістським ефектом є, наприклад, спін-орбітальна взаємодія.